# Haplogrup mitocondrial humà I
L'haplogrup mitocondrial humà I és un haplogrup humà que es distingeix per l'haplotip dels mitocondris.
L'haplogrup I és trobat a tot Europa, així com al Pròxim Orient. Es veu que va aparèixer a l'Euràsia fa uns 30.000 anys, i que va ser un dels primers haplogrups a emigrar a Europa.
El seu haplogrup ancestral és l'haplogrup N.